# 高林さわ
高林 さわ（たかばやし さわ、1945年5月3日 -）は、日本の小説家、推理作家。元教諭。千葉県生まれ、同県在住。2012年、「バイリンガル」で第5回ばらのまち福山ミステリー文学新人賞を受賞。

## 経歴・人物
1981年、高林 左和名義で応募した「ワバッシュ河の朝」で第37回小説現代新人賞を受賞した。受賞後に長編を1作執筆したが、出版には至らなかった。小説家としての道を諦め、中学校教諭や塾講師を勤めた後、退職した。2000年頃、「このまま死んでしまったら私には何も遺しておくものがない」と思い、再び執筆活動を始め、オール讀物推理小説新人賞、日本ミステリー文学大賞新人賞などに応募する。2012年、「バイリンガル」で第5回ばらのまち福山ミステリー文学新人賞を受賞した。選考委員の島田荘司は「この書き手は、すでに独自的な表現の境地を掴んでいる」と評した。2013年、同作で単行本デビューした。母親の介護をしながら執筆活動を行っている。エラリー・クイーン、S・S・ヴァン＝ダイン、アガサ・クリスティ、鮎川哲也、島田荘司などの本格ミステリー作品を愛読している。

## 作品リスト
- バイリンガル（2013年5月 光文社 / 2018年4月 光文社文庫）